# Tumerozetes indistinctus
Tumerozetes indistinctus är en kvalsterart som beskrevs av Hammer 1966. Tumerozetes indistinctus ingår i släktet Tumerozetes och familjen Tumerozetidae. Inga underarter finns listade i Catalogue of Life.